# گروس-روهرهایم
گروس-روهرهایم (به آلمانی: Groß-Rohrheim) یک منطقهٔ مسکونی در آلمان است که در برگ‌شتراسه واقع شده‌است. گروس-روهرهایم ۳٬۷۷۵ نفر جمعیت دارد.